# أدير فيلج
أدير فيلج (بالإنجليزية: Adair Village, Oregon)‏ هي مدينة تقع في مقاطعة بينتون، أوريغون بولاية أوريغون في الولايات المتحدة. تبلغ مساحة هذه المدينة 0.6 (كم²)، وترتفع عن سطح البحر 99.97 م، بلغ عدد سكانها 840 نسمة في عام 2010 حسب إحصاء مكتب تعداد الولايات المتحدة.

## التركيبة السكانية
قام مكتب تعداد الولايات المتحدة بتحديد بيانات التركيبة السكانية لأدير فيلجفي تعداد الولايات المتحدة. في ما يلي، التركيبة السكانية حسب تعدادي 2000 و2010.

### تعداد عام 2000
بلغ عدد سكان أدير فيلج 536 نسمة بحسب تعداد عام 2000، وبلغ عدد الأسر 170 أسرة وعدد العائلات 140 عائلة مقيمة في المدينة. في حين سجلت الكثافة السكانية 2,250.3 نسمة لكل ميل مربع (868.8/كم2). وبلغ عدد الوحدات السكنية 180 وحدة بمتوسط كثافة قدره 755.7 نسمة لكل ميل مربع (291.8/كم2).
وتوزع التركيب العرقي للمدينة بنسبة 87.87% من البيض و 2.43% من الأمريكيين الأصليين و 1.31% من الأمريكيين ذوي الأصول الآسيوية و 1.49% من سكان جزر المحيط الهادئ و 0.75% من الأمريكيين الأفارقة و 1.12% من الأعراق الأخرى و 5.04% من عرقين مختلطين أو أكثر. فيما شكل الهسبانيون أو اللاتينيون من أي عرق نسبة 4.48% من السكان.
بلغ عدد الأسر 170 أسرة كانت نسبة 52.4% منها لديها أطفال تحت سن الثامنة عشر تعيش معهم، وبلغت نسبة الأزواج القاطنين مع بعضهم البعض 64.1% من أصل المجموع الكلي للأسر، ونسبة 12.9% من الأسر كان لديها معيلات من الإناث دون وجود شريك، وكانت نسبة 17.1% من غير العائلات. تألفت نسبة 11.2% من أصل جميع الأسر من أفراد ونسبة 2.4% كانوا يعيش معهم شخص وحيد يبلغ من العمر 65 عاماً فما فوق. وبلغ الحجم الوسطي للأسر 3.40، أما الحجم الوسطي للعائلات فبلغ 3.15.
بلغ العمر الوسطي للسكان 28 عاماً. وكانت نسبة 35.4% من القاطنين تحت سن الثامنة عشر، وكانت نسبة 9.5% بين الثامنة عشر والأربعة وعشرون عاماً، ونسبة 32.8% كانت واقعةً في الفئة العمرية ما بين الخامسة والعشرون حتى والأربعة وأربعون عاماً، ونسبة 19.0% كانت ما بين الخامسة والأربعون حتى الرابعة والستون، ونسبة 3.2% كانت ضمن فئة الخامسة والستون عاماً فما فوق. وتوزع التركيب الجنسي للسكان بنسبة 48.1% ذكور و51.9% إناث.

### تعداد عام 2010
بلغ عدد سكان أدير فيلج 840 نسمة بحسب تعداد عام 2010، وبلغ عدد الأسر 279 أسرة وعدد العائلات 227 عائلة مقيمة في المدينة. في حين سجلت الكثافة السكانية 3,652.2 نسمة لكل ميل مربع (1,410.1/كم2). وبلغ عدد الوحدات السكنية 293 وحدة بمتوسط كثافة قدره 1,273.9 لكل ميل مربع (491.9/كم2).
وتوزع التركيب العرقي للمدينة بنسبة 88.5% من البيض و 1.4% من الأمريكيين الأصليين و 1.9% من الأمريكيين ذوي الأصول الآسيوية و 0.2% من سكان جزر المحيط الهادئ و 1.2% من الأمريكيين الأفارقة و 6.0% من عرقين مختلطين أو أكثر.
بلغ عدد الأسر 279 أسرة كانت نسبة 57.0% منها لديها أطفال تحت سن الثامنة عشر تعيش معهم، وبلغت نسبة الأزواج القاطنين مع بعضهم البعض 57.7% من أصل المجموع الكلي للأسر، ونسبة 19.7% من الأسر كان لديها معيلات من الإناث دون وجود شريك، بينما كانت نسبة 3.9% من الأسر لديها معيلون من الذكور دون وجود شريكة وكانت نسبة 18.6% من غير العائلات. تألفت نسبة 12.9% من أصل جميع الأسر من أفراد ونسبة 1.1% كانوا يعيش معهم شخص وحيد يبلغ من العمر 65 عاماً فما فوق. وبلغ الحجم الوسطي للأسر 3.30، أما الحجم الوسطي للعائلات فبلغ 3.01.
بلغ العمر الوسطي للسكان 30.6 عاماً. وكانت نسبة 36.7% من القاطنين تحت سن الثامنة عشر، وكانت نسبة 5.8% بين الثامنة عشر والأربعة وعشرون عاماً، ونسبة 34% كانت واقعةً في الفئة العمرية ما بين الخامسة والعشرون حتى والأربعة وأربعون عاماً، ونسبة 20% كانت ما بين الخامسة والأربعون حتى الرابعة والستون، ونسبة 3.6% كانت ضمن فئة الخامسة والستون عاماً فما فوق. وتوزع التركيب الجنسي للسكان بنسبة 48.6% ذكور و51.4% إناث.

## وصلات خارجية
- www.cityofadairvillage.org
- The US50 - Cities and Towns in Oregon State